# Silene filipetala
Silene filipetala är en nejlikväxtart som beskrevs av René Verriet de Litardière och Maire. Silene filipetala ingår i släktet glimmar, och familjen nejlikväxter. Inga underarter finns listade i Catalogue of Life.